# SV Lindow-Gransee
Der SV Lindow-Gransee ist ein  Volleyballverein aus den brandenburgischen Nachbargemeinden Lindow und Gransee.
Die Männer spielten von 2009 bis 2012 in der Zweiten Bundesliga Nord. Beste Platzierung war hier 2011 Platz drei. Nach dem Abstieg 2012 spielten sie unter dem neuen Trainer Victor Eras in der neugeschaffenen Dritten Liga Nord und stiegen am Ende der Saison 2012/13 wieder in die Zweite Bundesliga Nord auf.
Die Saison 2014/15 beendete das Team als Meister der Zweiten Bundesliga Nord. In der Saison 2019/20 gelingt es der Mannschaft den ersten Platz zu erreichen. Aufgrund von Corona wurde die laufende Saison abgebrochen und kein offizieller Meistertitel vergeben. In der Saison 2020/21 wurde der zweite Meistertitel der Vereinsgeschichte in der Zweiten Bundesliga Nord gewonnen.
Beim SV Lindow-Gransee spielen noch drei weitere Männerteams sowie eine Mixed-Mannschaft.